# Calamoschoena
Calamoschoena is een geslacht van vlinders van de familie grasmotten (Crambidae).

## Soorten
- C. ascriptalis Hampson, 1916
- C. nigripunctalis Hampson, 1919
- C. sexpunctata (Aurivillius, 1925)
- C. stictalis Hampson, 1919